# Garth Davis
Garth Davis (Brisbane, 1974) é um diretor, já dirigiu programas para a televisão, comerciais e um filme. Ele é mais conhecido por dirigir a série Top of the Lake. Seu primeiro filme, Lion, foi lançado no fim de 2016.

## Carreira
Em outubro de 2013, a Warner Bros. contratou Davis para dirigir a adaptação de Shantaram.
Em janeiro de 2016, Davis foi contratado para dirigir a biografia de Maria Madalena.
Em agosto de 2020, Davis foi contratado para dirigir o novo filme da franquia Tron, chamado Tron: Ares. No entanto, em 2023, foi anunciado que Joachim Rønning iria dirigir esse filme.
Em 2021, Garth Davis anunciou seu novo projeto intitulado Foe, um filme de ficção cientifica baseado no livro de mesmo nome escrito por Iain Reid. O filme foi lançado em 2023.